# Crataegus apiomorpha
Crataegus apiomorpha är en rosväxtart som beskrevs av Charles Sprague Sargent. Crataegus apiomorpha ingår i Hagtornssläktet som ingår i familjen rosväxter.

## Underarter
Arten delas in i följande underarter:
- C. a. paucispina
- C. a. apiomorpha